# Lloyd Italiano
Lloyd Italiano è stata una compagnia di navigazione italiana fondata a Genova nel 1904 da Erasmo Piaggio ed effettuava un servizio passeggeri tra l'Italia ed il Nord ed il Sud America.
Erasmo Piaggio era stato amministratore delegato della società Navigazione Generale Italiana, nata nel 1881 dalla fusione delle flotte Rubattino e Florio e rinforzatasi con le flotte Raggio e Piaggio. Sotto la sua direzione questa compagnia si andava imponendo sui traffici internazionali con oltre ottanta unità. Il Piaggio ne curava l'ammodernamento con costruzioni studiate in base alle richieste della clientela.
Piaggio dopo aver creato la Società Esercizio Bacini, per la gestione dei bacini di carenaggio di Genova, progettò nel 1897 un cantiere navale, per assorbire la maggior parte delle commesse della grande compagnia di navigazione. Il cantiere nelle intenzioni di Piaggio doveva essere un grande complesso in cui concentrare ed assolvere le funzioni di costruzione, esercizio e manutenzione. Il progetto non venne però condiviso dagli altri membri della compagnia che si opposero in nome di interessi diversi e alla fine Erasmo Piaggio nel 1898 impiantò il proprio stabilimento a Riva Trigoso presso Sestri Levante affidandone la realizzazione alla Società Esercizio Bacini e fondando qualche anno dopo una propria compagnia, il "Lloyd Italiano" che legandosi al Cantiere di Riva Trigoso avrebbe costruito le sue navi sotto la regia di Piaggio.
La compagnia di navigazione finì nel 1911 sotto il controllo della Navigazione Generale Italiana che nel 1918 la assorbì completamente.